# Кондрахін Павло Володимирович
Павло Володимирович Кондрахін (рос. Павел Владимирович Кондрахин; нар. 27 квітня 1994, Москва, Росія) — російський футболіст, нападник. 

## Життєпис
Професіональну кар'єру розпочав у кримській команді «ТСК-Таврія», яка на той час виступала у Першості ПФЛ. Дебютував у вище вказаному клубі 20 серпня 2014 року у поєдинку із СКЧФ.
31 липня 2015 року став гравцем вірменського «Уліссеса». За півроку, проведені в команді, відіграв 5 матчів у чемпіонаті та 1 у кубку Вірменії.
3 березня 2017 року підписав контракт з американським клубом «Талса Рафнекс», який виступає в USL. У Павло Кондрахіна є паспорт Сполучених Штатів, тому він вважається американським гравцем відповідно до обмежень щодо складу в USL.